# Max Pons
Pour les articles homonymes, voir Pons.

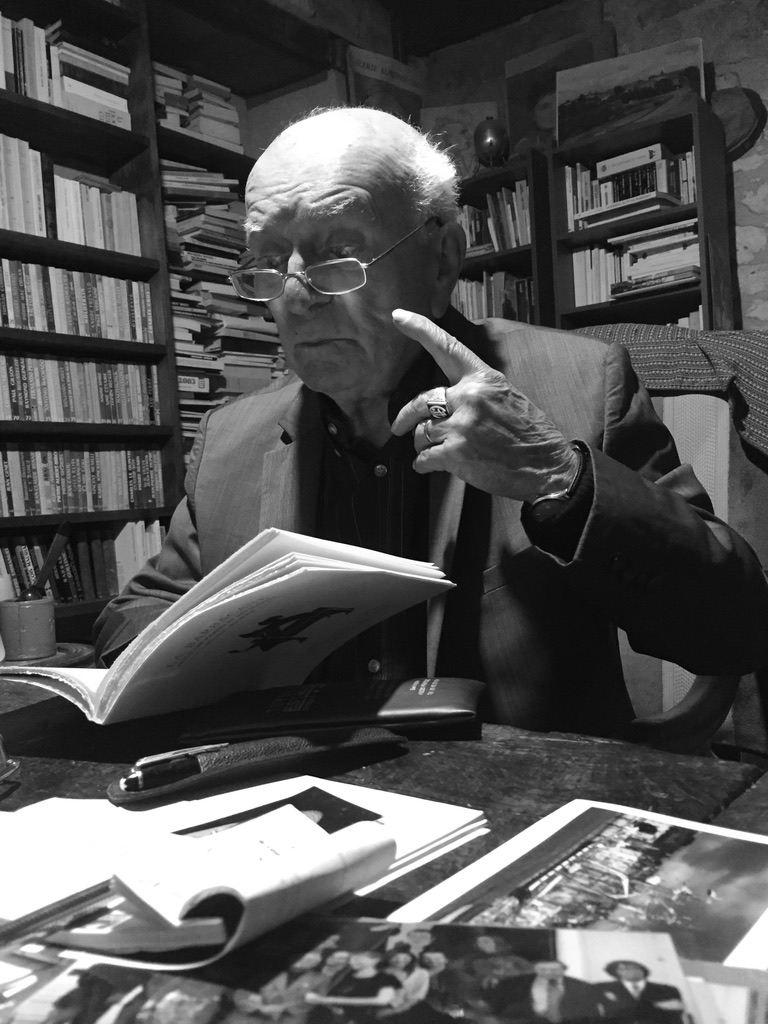

Max Pons, né le 24 février 1927 à Condat, lieu-dit de la commune de Fumel et mort le 10 avril 2021 à Montcabrier, est un poète, écrivain et éditeur de la revue La Barbacane.

## Biographie
Né le 24 février 1927 aux alentours de Fumel, il passe les premières années de son enfance à Vitry-sur-Seine en banlieue parisienne. Il rejoint avec ses parents le sud-ouest de la France dont ses parents sont originaires juste avant 1939. Dès lors, avec les terres, situées entre Quercy et Périgord, vont commencer un dialogue ininterrompu avec cet homme qui aime à répéter "avoir vu le jour sous le signe des 'Poissons' et du calcaire". 
Amoureux de la culture espagnole, il séjourne une dizaine d’années à Barcelone. « C’est à l’âge de cinq ans que je fis connaissance avec Bonaguil, lors d’un déjeuner sur l’herbe en famille, nous devions être dix-sept, oncles, tantes, cousins et mes parents ». C’est dans ce cadre de pierres qu’il rencontrera de très nombreux poètes devenus par la suite ses amis comme André Breton, Eugène Guillevic, Pierre Albert-Birot, Jean Follain, Jean Rousselot venus visiter le château dont il est à la fois l’historien, le conservateur et le poète.
Il fut conservateur du château de Bonaguil de 1954 à 1992. En partie grâce à Max Pons, Bonaguil est passé de 4 000 visiteurs en 1954 à 70 000 en 1992. Au service des autres et à celui de la poésie, il fonde en 1963 la revue La Barbacane et quelque temps après sa maison d'éditions dont le poète Charles Dobzynski dans la revue Europe a pu écrire « Ce sont très souvent, on le sait, les petits éditeurs qui font grandir la poésie, qui font surgir le neuf 'vierge et vivace' là où on ne l’attendait pas. La Barbacane est une de ses revues qui édite des ouvrages d’une qualité bibliographique exceptionnelle, bien qu’à des prix tout à fait abordables, ce qui est en soi une performance ». À près de cinquante ans, la revue est toujours vivante ! Mais cet homme est aussi un traducteur hors pair : notons la réédition de sa traduction du catalan de Salvador Espriu de Formes et paroles parue précisément aux Éditions de La Barbacane. De tout ce qui a pu être écrit de son recueil calcaire, relevons simplement ce qu’en a dit Joseph Reis un critique connaisseur « Brefs, petits poèmes, coups de ciseaux dans la pierre géante de l'écriture ». Max Pons est depuis 2011 citoyen d'honneur de la ville de Fumel.

## Prix littéraires
Grand Prix de Poésie de la SGDL pour l’ensemble de l’œuvre 2011
Pour Vers le Silence 2011 Édition La Barbacane

## Œuvres
- Vers le Silence, itinéraire poétique, Préface de Michel Host, Éditions La Barbacane 2011
- Une Bastide en Quercy : Montcabrier, La Barbacane, 2009.
- Les Armures du silence, La Porte, 2002
- Poésie de Bretagne, aujourd'hui, anthologie, La Barbacane, 2002
- Formes et paroles, poèmes de Salvador Espriu, trad. Du catalan, La Barbacane, 1978
- Voyage en chair, Regards sur Bonaguil, La Barbacane, 1975
- Écriture des pierres, étude sur des graffitis XVIe et XVIIe siècles, La Barbacane, 1971 (épuisé)
- Calcaire, Rougerie, 1970 et 1981
- Bonaguil, château de rêves, Privât, 1959
- Évocation du vieux Fumel, Privât, 1959 (épuisé)
- À propos de Douarnenez, La Barbacane, 1999
- Le Château des mots, La Barbacane, 1988
- Vie et légende d'un grand château fort, La Barbacane, 1987
- Nouveaux regards sur Bonaguil, La Barbacane, 1979
- Écritures des Pierres, La Barbacane, 1979
- Autour de Jean Follain et de quelques autres (Daniel Lefèvre, Rousselot, Michel Besnier...), La Barbacane, 1991.
- Le poète Raymond Datheil : un grand méconnu, La Barbacane, 2008.